# An-Nufalija
Koordinaten: 30° 47′ N, 17° 50′ O
An-Nufalija (arabisch النوفلية; auch: an Nawfalīyah, an Nūfalīyah, En-Nofilía, Nufilia, Zauia en-Nofilia, Zauiet en-Nofilia) ist eine Stadt nahe der Mittelmeerküste (Große Syrte) im Munizip Surt in Libyen.
Im Ort leben etwa 2600 Menschen und er liegt etwa 20 km westlich von Ben Dschawad und 15 km südöstlich von Marsa al Uwayja. Die Regionalhauptstadt Sirt befindet sich etwa 140 km westlich von Nufalija. Abseits der Küstenstraße liegt der Ort zehn Kilometer nach Süden auf 59 m Seehöhe.

## Geschichte

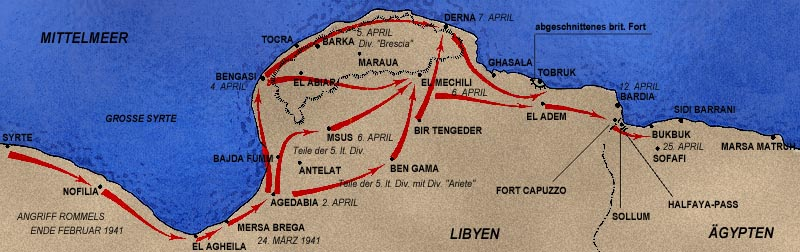
Nofilia wurde vom Afrikakorps im Februar 1941 erreicht.

Im Januar 1928 warf die italienische Luftwaffe auf die Zivilbevölkerung von Nofilia 10 Phosgenbomben ab und verübte damit ein Kriegsverbrechen. Später wurde im Ort ein Konzentrationslager für etwa 225 Menschen errichtet. Während des Afrikafeldzuges im Zweiten Weltkrieg war der Ort Schauplatz eines kleineren Gefechts Ende 1942, als auf dem Rückzug befindliche deutsche DAK-Truppen wegen Treibstoffmangels festsaßen. Zu diesem Zeitpunkt war Nufalija / Nofilia ein kleines Fort mit einigen italienischen Gebäuden, einer Moschee, Läden und einer Schule.
Die Stadt gelangte während des Bürgerkriegs in Libyen 2011 ab 27. März 2011 erstmals in die Hand der Anti-Gaddafi-Truppen. Sie wurde aber bald darauf wieder zurückerobert.
Anfang 2015 gelangte der Ort in die Hand von IS-Milizen.